# Campaea clausa
Campaea clausa là một loài bướm đêm trong họ Geometridae.